# Raymond Barre
Raymond Barre (Saint-Denis, 12 aprile 1924 – Parigi, 25 agosto 2007) è stato un politico, economista e accademico francese.
Fu Primo ministro dal 1976 al 1981 e sindaco di Lione dal 1995 al 2001. Pur senza aver mai aderito a un partito politico fu un esponente di primo piano dello schieramento liberale e centrista. Fedelissimo di Charles de Gaulle, cattolico praticante, si considerava un democratico cristiano.

## Biografia
Terzogenito, dopo le sorelle Anne-Marie e Marguerite Marie, del commerciante René Barre (1898-1975), figlio di un direttore penitenziario di stanza nella Guyana e nella Nuova Caledonia, e della ricca ereditiera Charlotte Déramond (1902-2002), figlia del chirurgo Octave Déramond, e di Marie Martin, proveniente da una famiglia di ricchi produttori di zucchero. I suoi divorziarono quando aveva quattro anni, a seguito di una causa di bancarotta fraudolenta del padre e del suo socio Jules Bocquée, dove venne assolto, ma che costrinse i coniugi a separarsi, per non distruggere l'onore della famiglia materna e Raymond non lo rivide mai più.

## Carriera universitaria
Dopo la laurea in giurisprudenza e scienze politiche all'Università della Sorbona, si specializzò in economia, diritto privato e diritto pubblico all'Institut d'études politiques (IEP). Nel 1950 si classificò al secondo posto al concorso nazionale a professore agrégé in scienze economiche. In seguito passerà al ruolo di professore ordinario. Dopo aver insegnato per quattro anni all'École d'hautes études di Tunisi e per nove alla facoltà di giurisprudenza e scienze politiche dell'università di Caen, nel 1963 fu chiamato alla facoltà di giurisprudenza e scienze politiche dell'Università Panthéon-Assas, dove insegnò ininterrottamente economia politica - salvo un intermezzo dal 1976 al 1981 nel corso del mandato di Primo ministro - fino al collocamento a riposo per raggiunti limiti di età nel 1993. Fu a lungo docente anche all'Institut d'études politiques. Nel 1959 scrisse un fortunato manuale di economia politica in due volumi, più volte aggiornato nel corso degli anni successivi.

## Carriera politica

### Eminenza grigia e commissario europeo
Dal 1959 al 1962 fu direttore di gabinetto del ministro dell'Industria Jean-Marcel Jeanneney. Nel 1967 fu nominato dal presidente della Repubblica Charles De Gaulle vice presidente della Commissione europea, responsabile degli affari economici e finanziari, incarico che manterrà fino al 1972. Nel corso dei seguenti cinque anni trascorsi a Bruxelles, redasse alcuni rapporti (noti come "piani Barre") che costituiranno le basi per l'introduzione delle futura moneta europea.

### Primo ministro
In occasione di un rimpasto, nel gennaio 1976 fu chiamato a far parte del primo governo di Jacques Chirac come ministro del commercio estero. Il 25 agosto dello stesso anno Chirac si dimise, e Barre fu nominato Primo ministro dal presidente della Repubblica Valéry Giscard d'Estaing. Restò in carica dal 27 agosto 1976 al 22 maggio 1981. Fu anche ministro ad interim dell'Economia e delle Finanze fino al 5 aprile 1978. Nel corso dei cinque anni trascorsi alla guida del governo, Barre si trovò ad affrontare una crisi economica senza precedenti, conseguenza del primo "choc" petrolifero del novembre 1973.

#### La politica di rigore
Barre volle ristabilire l'equilibrio dei conti pubblici e controllare l'inflazione per consolidare il franco. In Francia, l'aumento dei prezzi aveva raggiunto l'11% rispetto al 4% in Germania. Se il marco trionfava, la valuta francese, che era dovuta uscire dal serpente monetario, appariva vulnerabile. Le riserve monetarie erano ridotte a zero. Fu raggiunta la soglia di un milione di disoccupati. Barre agì in primo luogo sulla massa monetaria, riducendo la sua crescita al 13% l'anno anziché al 16%. Frenò l'aumento dei salari e favorì la ripresa degli investimenti delle imprese che era sceso del 12% rispetto al 1973. Ma i risultati positivi furono spazzati via dal secondo "choc" petrolifero del 1979.

#### L'ostilità di Chirac
Dovette fronteggiare l'ostilità manifesta del Raggruppamento per la Repubblica e del suo fondatore Jacques Chirac, nonché alcuni episodi oscuri come il suicidio del ministro del lavoro Robert Boulin nell'autunno 1979.

#### L'impopolarità
A causa della politica di rigore condotta dal suo governo, secondo i sondaggi Barre fu un Primo ministro assai impopolare, e nei mesi precedenti le elezioni presidenziali del 1981 fu data per certa dagli osservatori politici una sua sostituzione.

### Avversario della coabitazione
L'elezione del socialista François Mitterrand alla Presidenza della Repubblica nel maggio 1981 e la vittoria dei partiti di sinistra alle elezioni legislative anticipate del mese successivo segnò il passaggio di Barre all'opposizione. Alle elezioni legislative del 1986 il centro-destra riconquistò la maggioranza all'Assemblée Nationale, ma Barre preferì assumere un ruolo defilato. Prima e dopo le elezioni, in più occasioni dichiarò apertamente il suo scetticismo nei confronti del formula della coabitazione tra un governo di centro-destra (che sarà guidato da Jacques Chirac) e il presidente socialista.

### Candidato alle presidenziali del 1988

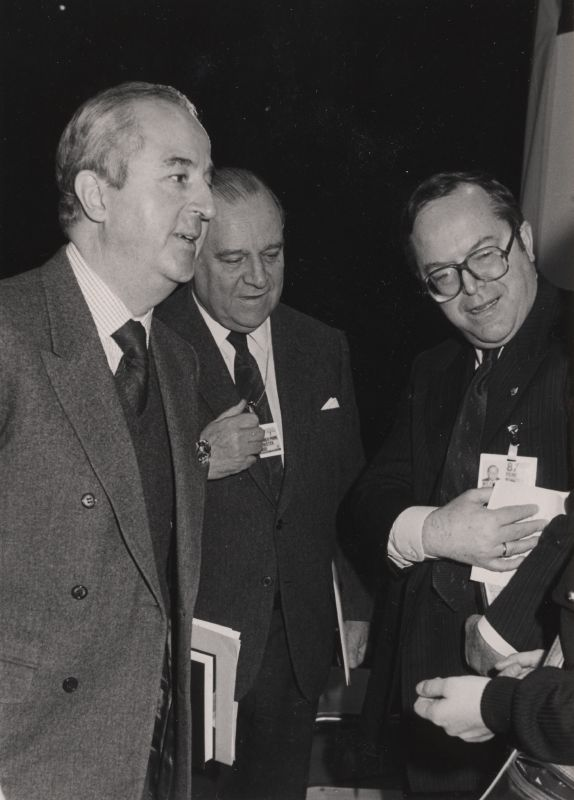
Barre, al centro, con Édouard Balladur alla sua destra

Candidato alla presidenza della Repubblica francese alle elezioni del 1988, il suo vero avversario non fu tanto François Mitterrand, che si era candidato alla propria successione, ma il candidato neo-gollista Jacques Chirac. Per la sua integrità, cortesia e pacatezza, infatti, Barre era estremamente vulnerabile agli intrighi e alle basse manovre. Con il 16,5% dei voti si collocò in terza posizione, con il risultato di essere escluso dal ballottaggio. Al secondo turno, con molta signorilità si presentò in TV insieme a Jacques Chirac invitando i suoi elettori a votare per quest'ultimo. Una volta rieletto Mitterrand, rientrò nei ranghi dell'opposizione, continuando a essere una personalità molto autorevole e apprezzata dai francesi. Fu spesso consultato da Mitterrand, che gli avrebbe anche proposto, senza successo, di entrare del Consiglio costituzionale. Non volle ripresentarsi alle elezioni presidenziali del 1995.

### Sindaco di Lione
Fu eletto deputato all'Assemblée Nationale nel 1978, rieletto nel 1981, 1986, 1988 e 1995. Nel 2002 rinunciò a ripresentarsi e gli fu accordata la dignità di deputato onorario. Eletto sindaco di Lione nel 1995, rimase in carica fino al 2001. Alle elezioni municipali del 2001 non volle ripresentarsi.
Nel corso del suo mandato, Lione ha ospitato il G7 del 1996. Sono stati avviati i lavori per l'apertura di tre linee tranviarie (la terza è stata inaugurata nel 2006, la quarta nel 2009, la quinta nel 2012, e il Rhônexpress, tram veloce per l'aeroporto Saint-Exupéry, nel 2010) ed è stata ultimata la Cité internationale di Renzo Piano. È ideata la Confluence, vasta operazione urbanistica che prevede la riconversione in vasto insediamento direzionale, residenziale e commerciale di un comprensorio di 150 ettari nella Presqu'île.. Nel 1998 il nucleo centrale di Lione è stato iscritto dall'UNESCO come patrimonio mondiale dell'umanità.

## Il Comitato per la Transalpina
Raymond Barre fu pure presidente del Comité pour la liaison européenne Transalpine. Questo organismo persegue lo scopo di portare avanti ogni tipo di azione tesa a facilitare o accelerare la realizzazione ferroviaria ad alta capacità, sia a servizio viaggiatori che a servizio merci, tra Lione e Torino.

## Membro dell'Institut de France
Nel 2001, fu eletto all'Académie des sciences morales et politiques, una delle cinque accademie dell'Institut de France, succedendo ad Alain Peyrefitte. Presidente di Aspen France dal 1994 al 2004, poi presidente onorario. Presidente dell'Institut d'étude des relations internationales di Parigi dal 1994.

## Il ritiro dalla vita politica, la malattia e la morte
Nel 2002 si ritirò dalla vita politica, rimanendo una delle personalità più autorevoli e rispettate del panorama politico francese. Da tempo affetto da problemi renali e cardiaci, il 5 aprile 2007 fu colto da un malore nella sua abitazione estiva a Saint-Jean-Cap-Ferrat (Alpi Marittime). Trascorse un lungo periodo di degenza prima a Montecarlo e poi all'ospedale Parigi, dove morì il 25 agosto 2007. Da destra a sinistra, l'omaggio allo statista scomparso fu unanime e commosso.

## Inchiesta giudiziaria postuma
Il 3 luglio 2019 il giornale satirico francese Le Canard Enchaîné rivelò l'apertura, già nel 2013, di un'inchiesta condotta da parte della procura nazionale finanziaria (PNF), per riciclaggio di proventi illeciti derivanti da evasioni fiscali, a causa dell'esistenza di un conto bancario, a nome di Raymond Barre, presso una banca svizzera, Le Crédit suisse, con depositati 11 milioni di franchi svizzeri, l’equivalente all’epoca di 6.783.745 €.  La procura nazionale finanziaria è un organismo di indagine istituito proprio nel 2013, dopo lo scandalo del ex ministro francese del bilancio, Jérôme Cahuzac, che aveva dissimulato in Svizzera 800.000€.
Dal 2013 il fisco aveva avviato indagini in modo autonomo, chiedendo spiegazioni alla vedova Eve Barre e ai due figli della coppia, Nicolas et Olivier, riguardo all’origine del loro patrimonio. Infatti, anche se gli eredi Barre sono domiciliati in Svizzera, a Ginevra, dal 2011, il fisco francese contestò i passaggi di proprietà di una tenuta nella esclusiva penisola di Saint-Jean-Cap-Ferrat. Questa proprietà, dapprima stimata dagli eredi a 1,6 milioni, fu ceduta e ricomprata per 14 milioni tramite una società controllata da una holding lussemburghese, gestita dai figli di Raymond Barre. Le Canard Enchaîné riporta che la famiglia Barre si era messa in regola col fisco, versando a titolo di penalità, rettifiche fiscali ed interessi, il totale di un milione di euro.
La procedura penale, per riciclaggio di proventi da evasioni fiscali, da parte sua continuò e, dopo due anni di inchieste preliminari, il 29 aprile 2016, si darà luogo a procedimento. 
Nel 2020 i figli di Raymond Barre sono rinviati a giudizio per "riciclaggio di proventi di evasione fiscale aggravata".

## Aneddoti
Raymond Barre era un grande appassionato di musica classica. Se, a differenza di altri uomini politici francesi, gli riusciva perfettamente di restare sveglio durante le rappresentazioni liriche, ammetteva candidamente di cadere con facilità fra le braccia di Morfeo durante i dibattiti parlamentari.

## Opere
Autore di numerosi scritti di economia nonché di saggi politici, nel 2007 insieme a Jean Bothorel ha pubblicato il libro-intervista L'Expérience du pouvoir che rappresenta il suo testamento politico.

## Citazioni
"Se si vuole fare strada nella vita, bisogna saper dar prova di indifferenza. Perché prestare ascolto a così tante cose alle quali si dà dell'importanza, quando invece esse non ne meritano alcuna? È possibile acquisire il dono dell'indifferenza, che non vuol dire disprezzo, ma non lasciarsi coinvolgere da ciò che non ha importanza, e continuare sulla propria strada." (2001)